# Station Lübbecke (Westf)
Station Lübbecke (Westf) (Bahnhof Lübbecke (Westf)) is een spoorwegstation in de Duitse plaats Lübbecke, in de deelstaat Noordrijn-Westfalen. Het station ligt aan de spoorlijn Bünde - Bassum. De spoorlijn naar Minden is tussen Hille en Lübbecke opgebroken. Het station telt één perronspoor. Op het station stoppen alleen treinen van de Eurobahn.

## Treinverbindingen
De volgende treinserie doet station Lübbecke aan:
| Serie | Treinsoort              | Route                                                                             | Bijzonderheden                           |
| ----- | ----------------------- | --------------------------------------------------------------------------------- | ---------------------------------------- |
| RB 71 | Regionalbahn (eurobahn) | Bielefeld Hbf – Herford – Bünde (Westf) – Lübbecke (Westf) – Rahden (Kr Lübbecke) | Ravensberger Bahn zondag 1x per twee uur |